# Ефимовцы (Кирово-Чепецкий район)
Ефи́мовцы — деревня в Кирово-Чепецком районе Кировской области в составе Чепецкого сельского поселения.

## География
Расположена на расстоянии менее 3 км на юг-юго-восток по прямой от юго-западной границы центра района города Кирово-Чепецк.

## История
Известна с 1802 года как деревня Желдыбинская с 3 дворами. В 1873 году здесь (Желдыбинская, или Басиха малая) дворов 4 и жителей 26, в 1905 (Желдубинская или Ефимовцы) 4 и 29, в 1926 (уже Ефимовцы) 6 и 32, в 1950 8 и 25, в 1989 уже не учтено постоянных жителей. Ныне имеет дачный характер.

## Население
Постоянное население составляло 2 человека (русские 100%) в 2002 году, 0 в 2010.